# Наннен, Генри
Генри На́ннен (нем. Henri Nannen; 25 декабря 1913, Эмден — 13 октября 1996, Ганновер) — немецкий издатель и публицист. Длительное время занимал должность главного редактора журнала Stern.

## Биография
Генри Наннен родился в семье полицейского чиновника Клааса Наннена и его супруги Элизы, урождённой Буитендуиф. Обучался на книготорговца, в 1934—1938 годах изучал искусствоведение в Мюнхенском университете. Первый профессиональный опыт получил в качестве внештатного работника в специализированной газете Die Kunst, издававшейся Гуго Брукманом. Журналистская карьера Наннена началась на Баварском радио. Во время Олимпийских игр 1936 года Наннен работал диктором на стадионе в Берлине. Закадровый голос в двухсерийном фильме Лени Рифеншталь «Олимпия» также принадлежит Генри Наннену. За противодействие властям Наннен в этот период получил запрет на профессиональную деятельность и был отчислен из университета. Санкции в отношении Наннена были сняты лишь в 1937 году благодаря заступничеству Гуго Брукмана.
Во Вторую мировую войну Наннен служил в люфтваффе военным корреспондентом роты пропаганды вермахта, в отделении «Южная звезда» полка СС «Курт Эггерс». Это подразделение вело пропаганду против западных союзников в Италии. Нашивка «Южной звезды», как считается, послужила впоследствии прообразом логотипа журнала Stern. В 1944 году Генри Наннен опубликовал свой роман Störfeuer von MI71 в серии «Военная библиотека немецкой молодёжи» (выпуск 144). После войны Наннен основал в 1946 году ежедневную газету Hannoversche Neueste Nachrichten и занимался этим изданием до 1947 году. В 1947—1949 годах Наннен работал главным редактором Hannoversche Abendpost.
В 1948 году Генри Наннен преобразовал молодёжный журнал Zick-zack в иллюстрированный журнал Stern. В 1951 году он продал свою долю в журнале владельцу типографии Рихарду Грунеру и еженедельнику Die Zeit Герда Буцериуса. В 1949—1980 годах Наннен работал главным редактором журнала Stern, до 1983 года также являлся его издателем. При Наннене Stern превратился из иллюстрированного издания в полновесный журнал с крупнейшим в Европе тиражом. Репортажи в Stern нередко вызывали ожесточённые дискуссии в обществе. После скандала с подделанными Конрадом Куяу «дневниками Гитлера» в 1983 году Наннен публично признал свою ответственность за недостаточную журналистскую добросовестность.
По случаю своего 70-летия страстный коллекционер искусства Генри Наннен и его супруга Марта подарили родному Эмдену своё художественное собрание, состоявшее преимущественно из картин и скульптур немецких экспрессионистов. В 1986 открылся специально построенный для коллекции Кунстхалле. В 1989 году Наннен был удостоен звания почётного гражданина Эмдена, куда он вернулся в 1980-е годы. В 1990 году Генри Наннен вступил в третий брак с Эске Наннен, урождённой Нагель, которая по настоящее время управляет художественным музеем. У Генри Наннена есть сын Кристиан (род. 1946), внучка Генри Наннена Штефания работает журналисткой в Гамбурге.